# Stormflod
En stormflod (også kaldet vandflod) er en oversvømmelse forårsaget af, at kraftig vind presser store vandmasser fra havet og ind over land. Stormflod forekommer hyppigst i lave marskområder som Vadehavet og i fjorde, hvor vinden kan presse vandet ind, uden at det har mulighed for at komme ud igen. Stormflod opstår ofte i forbindelse med storm og springflod, men det er ikke altid tilfældet. 
Måske fordrev stormfloder også folkestammer som kimbrere fra deres hjemegne i jernalderen.
I den formoderne periode blev stormfloderne anset som Guds straf for menneskernes synder, såsom det var sket i Bibelens syndflod. Først senere fandt man naturvidenskabelige forklaringer såsom en stigende vandstand og landets nedsænkning.
I dag findes især langs Nordsøkysten mange steder såkaldte stormflodssøjler, der viser vandstanden under forskellige stormfloder. Meget kendt er fx stormflodssøjlen på Skibbroen i Ribe.

## Historiske stormfloder
| Stormflod                         | Beskrivelse |
| --------------------------------- | --- |
| Stormfloden i 838                 | Stormfloden i 838 ramte den frisiske kyst den 26. december. I Østfriesland blev Leybocht, en havarm i nærheden af byen Norden, skabt ved denne lejlighed.                                                                              |
| Julianenflut i 1164.              | Jadebusen dannes. |
| Den store manddrukning 1362       | Ifølge overleveringerne omkom der mere end 10.000- 15.000 mennesker i Nederlandene, Tyskland og Danmark, hvilket dog et urealistisk højt tal.[kilde mangler] Den nordfrisiske by Rungholt forsvandt i havet.                           |
| Allehelgensflod 1436              | Den nordfrisiske by Ejdum på Sild forsvandt i havet. |
| Den anden store manddrukning 1634 | Stormfloden hærgede hele vestkysten. Mellem 8.000 og 15.000 mennesker omkom. Den gamle ø Strand gik under. |
| Julestormfloden 1717              | En af de største kendte stormfloder ved Nordsøkysten, ca 11.150 personer og cirka 100.000 dyr druknede. |
| Stormfloden i 1825                | Stormfloden ramte især det vestlige Sønderjylland med halligerne, ca 800 personer druknede, Agger Tange blev gennembrudt |
| Østersø-stormfloden 1872          | Store dele af Lolland og Falster blev oversvømmet med op til 3 meter. 80 mennesker omkom, og 50 skibe strandede på Sjællands østkyst. Også det Sydfynske øhav, Jyllands østkyst og de jyske fjorde var hårdt ramt af oversvømmelserne. |
| Stormfloden i Nordsøen 1953       | Stormfloden hærgede hele vestkysten. Et digebrud i Nederlandene var årsag til en katastrofe med omkring 2.000 dødsofre til følge. Også Storbritannien, Belgien og Frankrig oplevede ødelæggende oversvømmelser.                        |
| Stormfloden i Nordtyskland 1962   | Stormfloden hærgede især den tyske kyst og Hamborg. |
| Østersø-stormfloden 2023          | Lavtliggende områder langs Jyllands østkyst og de jyske fjorde, Sydfynske øhav, og Lolland og Falster blev oversvømmet med op til 2 meter.                                                                                             |

## Stormflod i Danmark
I Danmark driver Kystdirektoratet stormflodsberedskabet på Vestkysten og i Vadehavsområdet. Stormrådet afgør, om der kan udbetales erstatning for skader efter oversvømmelse og stormfald. Stormrådet afgør også, om der har været stormflod. Forsikringsselskaberne håndterer anmeldelser af forsikringsskader og afgør, om der kan udbetales erstatninger i de konkrete tilfælde. Siden 1991 har Stormrådet med hjemmel i Lov om stormflod og stormfald været medvirkende til, at der kan udbetales erstatning for skader forårsaget af stormflod.
I oversvømmede områder falder boligpriserne, men 3 år efter er priserne normaliserede, med en lille forskel i forhold til højere liggende områder.